# Wolica Derewlańska
Wolica Derewlańska (ukr. Волиця Деревлянська) – wieś na Ukrainie. Należy do rejonu złoczowskiego (do 2020 roku w rejonie buskim) w obwodzie lwowskim i liczy 365 mieszkańców.
Wieś starostwa grodowego buskiego na początku XVIII wieku. Za II Rzeczypospolitej do 1934 roku wieś stanowiła samodzielną gminę jednostkową w powiecie kamioneckim w woj. tarnopolskim. W związku z reformą scaleniową została 1 sierpnia 1934 roku włączona do nowo utworzonej wiejskiej gminy zbiorowej Grabowa w tymże powiecie i województwie. Po wojnie wieś weszła w struktury administracyjne Związku Radzieckiego.